# Albert Renger-Patzsch

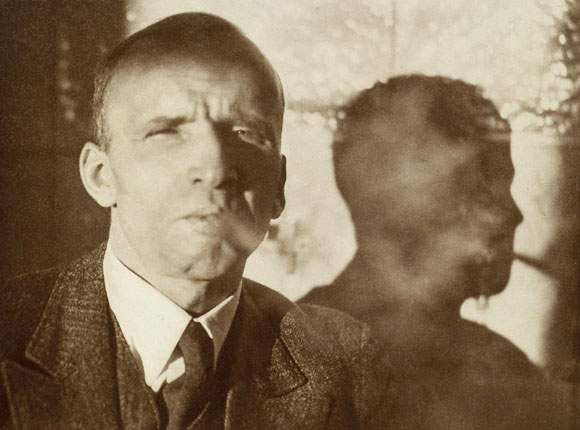
Albert Renger-Patzsch, anno 1938 fotografiert von Hugo Erfurth

Albert Renger-Patzsch (* 22. Juni 1897 in Würzburg; † 27. September 1966 in Wamel) war ein Fotograf der sogenannten Neuen Sachlichkeit.

## Leben
Sein Vater Robert Renger-Patzsch (1868–1920), selbst an der Fotografie interessiert, weckte in ihm das Interesse. Bereits mit 14 Jahren beherrschte er das gesamte Spektrum an Aufnahmetechnik und Entwicklung. Albert studierte zunächst Chemie in Dresden, brach das Studium jedoch bald ab und übernahm 1922 die Leitung des Bildarchivs des Folkwang-Verlages in Hagen. 1923 ging er zu einer Bildagentur nach Berlin. Ab 1925 arbeitete er als selbständiger Fotograf in Bad Harzburg. 1929 zog Renger-Patzsch nach Essen, wo ihm Atelierräume im Museum Folkwang zur Verfügung gestellt wurden. In dieser Zeit war die Industriefotografie sein Schwerpunkt. Einen Lehrauftrag für Fotografie an der Folkwangschule brach er 1933 ab. Nachdem 1944 ein Großteil seines Archivs durch Bombenangriffe zerstört worden war, zog er sich nach Kriegsende nach Wamel an den Möhnesee zurück und widmete sich der Naturfotografie. Seine Arbeiten veröffentlichte er zum Beispiel in der Kulturzeitschrift Westfalenspiegel.

## Werk
Als Gegner der Kunstfotografie entwickelte er in den 1920er Jahren einen direkten, sachbezogenen Aufnahmestil. In dem 1928 erschienenen Werk Die Welt ist schön (herausgegeben von Carl Georg Heise) formulierte er seine Vorstellung moderner Fotografie. Dieses Buch enthält 100 Fotografien, die verschiedenen Motivbereichen entstammen (Pflanzen, Menschen, Landschaft, Architektur, Maschinen und Industrieprodukte). Die einzelnen Sujets sind meist aus dem Kontext gelöst und in knappen Ausschnitten wiedergegeben. Der Blick des Betrachters wird so auf Oberfläche, Struktur und Form des abgebildeten Objekts gelenkt. Die Bilder wirken puristisch, einfach und klar.
Seine programmatischen Aussagen zur Fotografie hat er in mehreren Essays festgehalten, in denen er sich gegen jede Deutung seiner Bilder ausspricht und jegliche künstlerische Intention verneint. Er wollte seine Fotografien lediglich als Dokumente verstanden wissen, die die Wirklichkeit schonungslos, schnörkellos und realistisch darstellen, und wandte sich gegen das Konstruieren, Montieren, Experimentieren und das Verwenden fotografischer Effekte, wie es in der Fotografie am Bauhaus, im Piktorialismus und im Surrealismus praktiziert wurde.

## Preise
- 1957 David-Octavius-Hill-Medaille
- 1960 Kulturpreis der Deutschen Gesellschaft für Photographie
- 1965 Staatspreis für das Kunsthandwerk in Nordrhein-Westfalen, Werkbereich Papier

## Bedeutung
Da die Fotografie die grafischen Künste in den 1920er Jahren zunehmend aus dem Bereich der Bildwerbung verdrängte, entwickelte sich die Werbeindustrie zu einem lukrativen Auftraggeber vieler Fotografen.
Renger-Patzsch arbeitete unter anderem für Pelikan und die Jenaer Glaswerke.
Eine seiner bekanntesten Werbeaufnahmen zeigt eine Reihe von identischen, aufrecht stehenden Bügeleisen, die in Renger-Patzschs Fotografie als Sinnbild für industrielle Massenproduktion erscheinen (siehe Produktfotografie).
Auf dieser Grundlage, dass die Schönheit nüchterner Zweckformen sich erst in der Wiederholung entfaltet, haben in den folgenden Jahrzehnten viele Werbefotografen aufgebaut.
Renger-Patzschs Architekturfotografien zeigen u. a. von Kohle und Stahl geprägte Industrieregionen, die damals noch nicht als bildwürdig galten. Hier nutzte er vor allem die Senkrechten und Waagrechten von klar und funktional ausgerichteten Gebäuden. Extreme Auf- und Untersichten betonen die architektonischen Formen.
Die fotohistorische Bedeutung der Werke kann auch daran abgelesen werden, dass eigenhändige zeitnahe Abzüge des Künstlers (Vintage Prints) mittlerweile (zum Beispiel Mai 2005 in New York) auf Auktionen Preise um die 10.000 US-Dollar und erlesene Spitzenwerke schon über 90.000 US-Dollar erzielten, sowie (im kleinpreisigen Segment) die Fotobände (z. B. Im Wald) von Renger-Patzsch in Auktionen heutzutage hoch gehandelt werden.
Nach ihm wurde auch der Albert Renger-Patzsch-Preis benannt, ein inzwischen mit 25.000 Euro dotierter europäischer Fotobuchpreis, der von der Stiftung Dietrich Oppenberg in Verbindung mit der Fotografischen Sammlung im Museum Folkwang (Essen) seit 1991 vergeben wird.

## Ausstellungen
- 1903 Kunstphotographische Ausstellung der Freien Vereinigung von Amateur-Photographen, Hamburg. Silberne Medaille[2]
- 1927: Einzelausstellung, Museum für Kunst- und Kulturgeschichte, Lübeck
- 1928: Einzelausstellung, Graphisches Kabinett in München
- 1928: Einzelausstellung, Kunstgewerbemuseum Zürich
- 1967: Albert Renger-Patzsch. Der Fotograf der Dinge, Ruhrland- und Heimatmuseum, Essen[3]

### Posthum
- 1996: Albert Renger-Patzsch. Das Spätwerk. Bäume. Landschaften. Gestein, Kunstmuseum Bonn
- 1997: Albert Renger-Patzsch. Frühe Fotografien, Städtische Galerie Würzburg
- 2017: Albert Renger-Patzsch. Ruhrgebietslandschaften, Pinakothek der Moderne, München
- 2018/2019: Albert Renger-Patzsch. Die Ruhrgebietsfotografien, Ruhr Museum auf Zollverein, Essen[4][5]
- 2022: Albert Renger-Patzsch. Frühe Bücher, Pinakothek der Moderne, München
- 22. September 2024 – 27. April 2025 : Sachlich Neu. Fotografien von August Sander, Albert Renger-Patzsch, Robert Häusser. Reiss-Engelhorn-Museen, Mannheim.

## Zitate des Künstlers
„Ich gehe von der Wirklichkeit als Raum aus. Dieser Raum soll als Ausschnitt so beschaffen sein, dass er, auf die Ebene projiziert, eine geordnete Bildfläche ergibt.“

„Dem starren Liniengefüge moderner Technik, dem luftigen Gitterwerk der Krane und Brücken, der Dynamik 1000pferdiger Maschinen im Bild gerecht zu werden, ist wohl nur der Fotografie möglich.“

„Selbst ganz bekannte Dinge geben im Ausschnitt gesehen vollkommen neue Perspektiven.“

„Überlassen wir die Kunst den Künstlern und versuchen wir mit den Mitteln der Fotografie Fotografien zu schaffen, die durch ihre fotografischen Qualitäten bestehen können.“

„Die Fotografie ist weder Kunst noch Handwerk, sondern ein Verfahren sui generis, das mit der Kunst manches Verwandtes hat, aber nicht als Kunst anzusprechen ist, da das Mechanische ihres Ablaufs sie von der Kunst entscheidend trennt.“

## Veröffentlichungen mit Fotografien
vor 1940
- Ernst Fuhrmann (Hrsg.): Das Chorgestühl von Kappenberg. Aufnahmen von Albert Renger-Patzsch (Eine Buchfolge, Band 1). Auriga-Verlag, Berlin 1925, urn:nbn:de:bsz:14-db-id17700476385.
- Die Welt ist schön. Einhundert Photographische Aufnahmen von Albert Renger-Patzsch. Herausgegeben und eingeleitet von Carl Georg Heise. Kurt Wolff Verlag, München 1928 (Einband von Alfred Mahlau, Schutzumschlag von Friedrich Vordemberge-Gildewart). Nach Liquidation des Kurt Wolff Verlages – Wiederausgabe unter Nutzung der erworbenen Druckbögen durch den Einhorn Verlag, München mit einfarbigem Schutzumschlag.
- Die Halligen. Geleitwort Johann Johannsen, Mitarbeit Karl Häberlin, Wyk auf Föhr, 144 Abbildungen nach Fotografien von Albert Renger-Patzsch. Albertus-Verlag, Berlin 1927.
- Ernst Timm (Hrsg.): Lübeck. Im Auftrag der Nordischen Gesellschaft, Einleitung von Carl Georg Heise, 80 Photographien von Albert Renger-Patzsch. Verlag Ernst Wasmuth, Berlin 1928 (Einbandentwurf Alfred Mahlau, Lübeck).
- Wegweisung der Technik. Aufnahmen von Albert Renger-Patzsch; Text und Herausgeber: Rudolf Schwarz, Aachen. Aachener Werkbücher Band 1, 1928 (illustrierter Einband). Dann in unveränderter Form erschienen: Müller & Kiepenheuer Verlag, Potsdam 1929.
- Dresden. Ein Bilderbuch für die Teilnehmer an der Deutschen Lehrerversammlung Dresden 1929. Aufnahmen u. a. von Renger-Patzsch, Feininger, Umbehr, Moholy-Nagy, Hahn. Meinhold & Söhne, Dresden 1929.
- Das Münster in Essen. Im Auftrag der Stadt Essen, Herausgeber Kurt Wilhelm Kästner, 82 Photographien von Albert Renger-Patzsch. Fredebeul & Koenen, Essen 1929.
- Hamburg. Fotografien Albert Renger-Patzsch, Einleitung Oberbaudirektor Fritz Schumacher. Gebrüder Enoch, Hamburg 1930 (Schutzumschlag von Cesar Domela).
- Norddeutsche Backsteindome. Aufnahmen von Albert Renger-Patzsch, Herausgeber Werner Burmeister. Deutscher Kunstverlag, Berlin 1930 (Illustrierter Schutzumschlag).
- Sylt – Bild einer Insel. Aufnahmen von Albert Renger-Patzsch mit dem Auftrag der Firma Zeiss, die Kamera „Super Ikonta“ zu testen (= Deutsche Meisteraufnahmen, Band 6). Verlag F. Bruckmann, München 1936.
- Kupferhammer Grünthal. Vierhundert Jahre deutscher Arbeitskultur 1537–1937. Aufnahmen von Albert Renger-Patzsch, Text von Ernst von Laer. Privatdruck (Firmenfestschrift der F. A. Lange Metallwerke AG, Aue/Auerhammer), 1937.
- Deutsche Wasserburgen. Aufnahmen von Albert Renger-Patzsch, Text v. Wilhelm Pinder. Langewiesche, Königstein i. Ts. 1940 (in der Reihe Die Blauen Bücher, Nachauflagen bis 1968).
- Das Silberne Erzgebirge. Bilder aus dem Erzgebirge von Albert Renger-Patzsch, mit einem Vorwort von F. E. Krauß. 33. Privatdruck im Auftrage von F. E. Krauß, Schwarzenberg. F. Bruckmann KG, München 1940.
- Rund um den Möhnesee. Albert Renger-Patzsch, Westfälische Verlagsbuchhandlung Mocker & Jahn, Soest 1952.
- Soest - alte Stadt in unserer Zeit - Mittelalter in der Gegenwart. Fotografien von Albert Renger-Patzsch, Text von Hubertus Schwartz, Westfälische Verlagsbuchhandlung Mocker & Jahn, Soest 1957.

nach 1960
- Hohenstaufenburgen in Süditalien. Text und Abbildungen: Hanno Hahn, Bildtafeln: Albert Renger-Patzsch. C.H. Boehringer Sohn, Ingelheim 1961 (Druck und Vertrieb durch F. Bruckmann, München).
- Bäume. Photographien schöner und merkwürdiger Beispiele aus deutschen Landen. Fotografien von Albert Renger-Patzsch und dendrologische Erläuterungen von Wolfgang Haber. Mit einem Essay von Ernst Jünger. Privatdruck, C.H. Boehringer Sohn, Ingelheim 1962.
- Im Wald - Aufnahmen aus dem Naturpark Arnsberger Wald. Albert Renger-Patzsch mit einem Vorwort von Wolfgang Haber, Kreis Soest (Zweckverband Naturpark Arnsberger Wald), 1965.
- Gestein. Photographien typischer Beispiele von Gesteinen aus europäischen Ländern. Fotografien von Albert Renger-Patzsch. Mit einer Einführung und Bildtexten von Max Richter und mit einem Essay von Ernst Jünger. C. H. Boehringer Sohn, Ingelheim am Rhein 1966.
- Albert Renger-Patzsch – Der Fotograf der Dinge. Katalog zur gleichnamigen Ausstellung im Ruhrland- und Heimatmuseum Essen, 21. Dezember 1966 bis 22. Januar 1967. Bibliographie und Text von Fritz Kempe. Essen 1966.

post mortem
- Albert Renger-Patzsch: Ruhrgebiet-Landschaften  1927–1935. Texte von Dieter Thoma, Ann und Jürgen Wilde; Hg. Ann und Jürgen Wilde, Zülpich. DuMont Buchverlag, Köln 1982.
- Albert Renger-Patzsch: Das Spätwerk. Bäume. Landschaften. Gestein. Ausstellung im Kunstmuseum vom 29. März bis 16. Juni 1996, Bonn 1996, ISBN 3-929790-15-7.
- Klaus Honnef (Hrsg.): Der fixierte Blick. Deutschland und das Rheinland im Fokus der Fotografie. Mit Texten von Ilka Becker. Auswahlkatalog der Fotografischen Sammlungen im Rheinischen Landesmuseum Bonn und der Sammlung Gesellschaft Photo-Archiv. Rheinland-Verlag, Köln 1996, ISBN 3-7927-1608-9 (mit Bildbeiträgen und Kurzbiographien bzw. -bibliographien von H. Erfurth, A. Sander, T. Schafgans, A. Renger-Patzsch, E. Fuhrmann, G. Krull, A. Eisenstaedt, H. Schmölz, H. Claasen, Chargesheimer, S. Moses, H. Koelbl, u. v. a.).
- Adam C. Oellers, Sylvia Böhmer: Maßvoll sein heißt sinnvoll ordnen. Rudolf Schwarz und Albert Renger-Patzsch. Ausstellungskatalog. Museen der Stadt Aachen, Aachen 1997, ISBN 3-929203-17-0.
- Die Welt der Pflanze. Photographien von Albert Renger-Patzsch und aus dem Auriga-Verlag. Hg. Albert-Renger-Patzsch-Archiv, Ann und Jürgen Wilde, Zülpich, in Zusammenarbeit mit der SK Stiftung Kultur, Köln; Text: Rainer Stamm. Cantz-Verlag, Ostfildern-Ruit 1998, ISBN 3-89322-946-9.
- Albert Renger-Patzsch. Parklandschaften. 60 Fotos für die Warburgs. Hg. Oliver Breitfeld, Hamburg. ConferencePoint Verlag, Hamburg 2005, ISBN 3-936406-11-1.
- Albert Renger-Patzsch. Joy before the object. Text: Weston Naef, USA. Aperture, New York City NY 1993, ISBN 0-89236-273-1.
- Albert Renger-Patzsch: Das Spätwerk – Bäume, Landschaften, Gestein. Katalog zur Ausstellung im Kunstmuseum Bonn 1993; Texte: Christoph Schreier, Wolfgang Haber und Claus Pfingsten; Hg. Kunstmuseum Bonn und das Albert-Renger-Patzsch-Archiv, Ann und Jürgen Wilde, Zülpich. Vorzugsausgabe mit Leinenschuber und einem Originalfotografie-Abzug vom Originalnegativ. Motive aus der Serie Bäume und Gestein, je 25 Exemplare (illustrierter Umschlag).
- Albert Renger-Patzsch: Das Spätwerk…s. Ausgabe Kunstmuseum Bonn. Cantz Verlag, Ostfildern Ruit 1993 (mit illustriertem Schutzumschlag).
- Albert Renger-Patzsch: Frühe Fotografien. Katalog und Buch zur Ausstellung in der Städtischen Galerie Würzburg, die Geburtsstadt von Albert Renger-Patzsch, zu seinem 100. Geburtstag. Hg. Städtische Galerie Würzburg, Marlene Lauter und das Albert-Renger-Patzsch-Archiv, Ann und Jürgen Wilde, Zülpich; Text Beate Reese, Edition des Albert-Renger-Patzsch-Archivs, Zülpich 1997.
- Albert Renger-Patzsch: Meisterwerke. Katalog und Buch zum 100. Geburtstag von Albert Renger-Patzsch. Hrsg. Ann und Jürgen Wilde und Thomas Weski. Verlag Schirmer/Mosel, München 1997 (die Ausstellung wurde gezeigt: Sprengel-Museum Hannover; Württembergischer Kunstverein, Stuttgart; Fotomuseum Winterthur und Haus der Kunst München).
- Wegweisung der Technik. Faksimile-Neuausgabe, Nachwort von Wolfgang Pehnt, Hrsg. Maria Schwarz, Ann und Jürgen Wilde, Albert Renger-Patzsch Archiv, Zülpich. Verlag Walther König, Köln 2008.

## Trivia
Der Inhaber Oliver Schupp des Restaurants „Renger-Patzsch“ in Berlin-Schöneberg beruft sich auf seinen Großvater, den Architekten Fritz Schupp. Dieser sei mit Renger-Patzsch befreundet gewesen, habe dessen Photographien gesammelt und ihm vererbt. Die Wände des Restaurants sind mit einer groß- und kleinformatigen Auswahl behängt, eine kleine Bibliothek stellt den Gästen Bildbände und weiteres Informationsmaterial zur Verfügung.

## Literatur

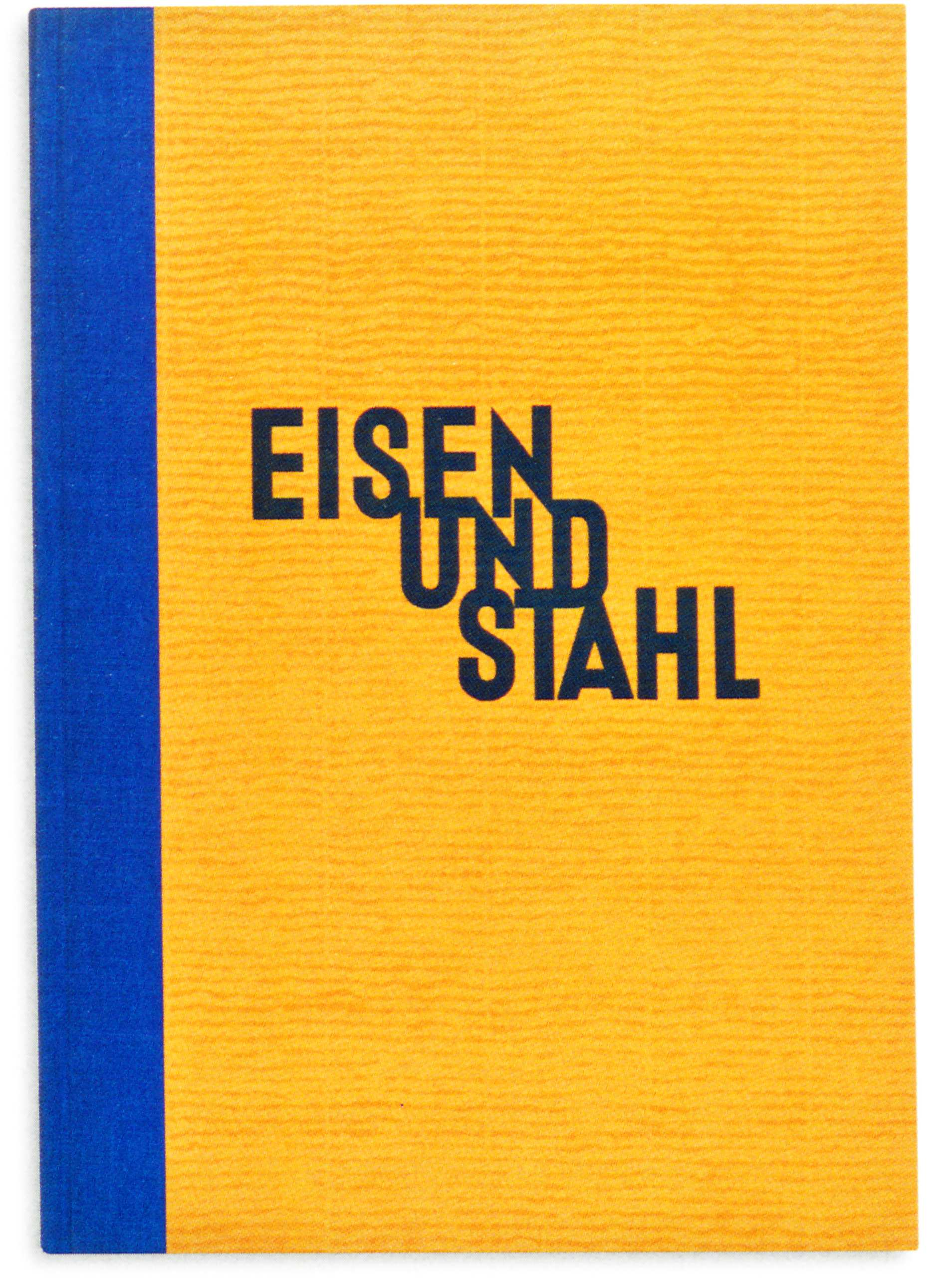
Bucheinband 1931